# Mã đầu cầm
Mã đầu cầm (tiếng Mông Cổ: ᠮᠣᠷᠢᠨ
ᠬᠣᠭᠣᠷ, Chuyển tự Latinh: Morin Quur, chữ Mông Cổ: морин хуур, morin khuur), hay đàn đầu ngựa (giản thể: 马头琴; phồn thể: 馬頭琴; bính âm: Mǎtóuqín) là một loại nhạc cụ dây dùng vĩ truyền thống của Mông Cổ ở Mông Cổ và khu tự trị Nội Mông thuộc Trung Quốc. Đây là một trong những nhạc cụ quan trọng nhất của người Mông Cổ, và là một biểu tượng quốc gia của Mông Cổ. Ban nhạc Mông Cổ nổi tiếng sử dụng Mã đầu cầm là The Hu.

## Truyền thuyết
Tương truyền, ở phía bắc xứ Mông Cổ có một Thiên Miếu, người bản xứ gọi là “Bogdokure”. Đây là một miếu để thờ Trời. Muốn đến đây, người ta phải băng rừng lướt bụi bằng ngựa suốt bốn mươi ngày. Kế đến là ngọn Cấm Sơn mà người Mông Cổ gọi là “Jasaktu Ui”. Đây là một vùng hoang vu.
Ở mấy thung lũng, thỉnh thoảng có tám con ngựa đến ăn cỏ. Đó là những con thiên mã rất đẹp. Ngoài bảy con mập mạp, mạnh mẽ có một con lại gầy gò, nháy mắt đã đi xa được ngàn dặm. Người Mông Cổ gọi là “Jonung Khara Mori” (Thiên lý mã). Hằng đêm, nhị thập bát tú sa xuống. Vừa đến mặt đất thì 28 vì sao ấy biến thành 28 tướng trẻ tuổi mỹ mạo tuấn tú, mặc kim giáp kim bào. Hai mươi tướng ngồi trên ngựa. Còn tám tướng kia thì đi thẳng đến Cấm Sơn, rồi cưỡi tám con thiên mã đương ăn cỏ ở đấy. Bấy giờ, họ mới phi ngựa rong chơi khắp nơi. Rồi đến khi trời vừa hừng đông thì họ trở về trời, thành 28 vì sao như cũ. Và khi tối đến thì họ lại xuống trần gian. Một hôm, vị tướng trẻ tuổi chỉ huy trong 28 vì sao ấy cưỡi con Thiên lý mã đi dạo, bỗng gặp một cô thôn nữ duyên dáng xinh tươi, đem lòng lưu luyến nàng. Rồi cả hai cùng tha thiết yêu nhau.
Cứ hàng đêm, chàng đến với nàng, chung gối giao đầu, âu yếm trong túp lều tranh đầm ấm của cô thôn nữ. Rồi khi vừng hồng sắp ló dạng thì chàng phi ngựa đi mất để nàng trơ trọi, cô quạnh phòng không. Một thời gian như thế, nàng tò mò hỏi quê quán, gốc gác thì chàng mỉm cười âu yếm, tìm mọi cách tảng lờ. Lòng nghi hoặc nên một hôm, nàng không ngủ, chờ lúc chàng lên yên đi thì nàng cũng rón rén lén bước ra ngoài, bắt ngựa đuổi theo. Vì gấp rút để về thiên đình cho kịp giờ trước trời sáng nên chàng không hay gì cả. Nhưng ngựa của chàng chạy quá nhanh, thoáng chốc người và ngựa đều biến mất. Nàng thôn nữ không đuổi theo kịp, đành thui thủi quay về.
Tuy vậy, nàng cũng tìm được một ít sự thực về con ngựa khác thường này, nên một hôm thừa lúc chàng ngủ say, nàng lẻn ra ngoài. Đến gần ngựa, nàng quan sát kỹ, thấy phía sau mỗi chân ngựa có một cánh nhỏ, lúc ngựa không chạy thì cánh xếp lại. Nàng mừng rỡ; và vì muốn giữ mãi người yêu bên cạnh mình nên nàng xén mất 4 chiếc cánh. Cũng như thường lệ, trời vừa rạng đông, chàng trai trẻ lén trỗi dậy ra ngoài, lên yên phi ngựa về thiên đình. Nhưng lần này chàng lấy làm ngạc nhiên là ngựa chạy quá chậm. Trời sắp sáng mất, ngựa lại thở hồng hộc. Đến giữa một bãi sa mạc mênh mông, con thiên lý mã quỵ xuống và trút hơi thở cuối cùng.
Bình minh sắp tới, ngôi sao của chàng cũng vụt tắt. Chàng không còn hy vọng trở về thiên đình mà cũng không còn mong gì trở lại với người yêu để cùng âu yếm trong túp lều tranh đầm ấm hôm xưa. Cô độc giữa bãi sa mạc, chàng buồn bã ôm lấy xác ngựa. Nước mắt chàng nhỏ xuống thân ngựa, bỗng nhiên con ngựa biến thành cây đàn. Đầu ngựa là đầu đàn, đuôi ngựa là dây đàn. Chàng đưa tay nhẹ vuốt mấy dây, bật lên thành tiếng não nùng. Tiếng chàng thở than hòa với tiếng não nùng ấy thành những lời ca cực kỳ ai oán. Truyền thuyết về cây đàn mã đầu cầm khiến nhiều người trầm tư suy nghĩ. Kết thúc câu chuyện là  ân hận, nuối tiếc khôn nguôi, tiếng khóc thấu tận mây trời. Hô thiên, trời cao xa thẳm; hoán địa, đất im lặng cúi đầu. 

## Cấu tạo

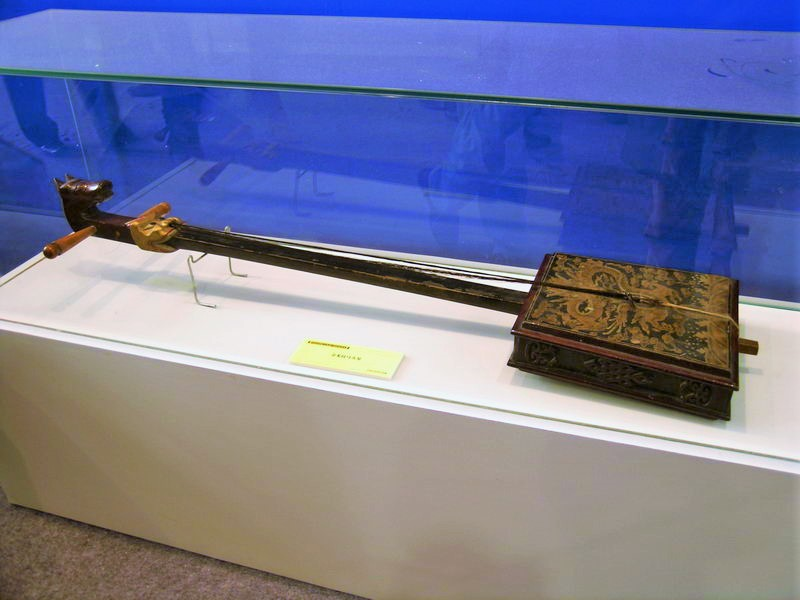
Mã đầu cầm trưng bày ở một bảo tàng ở Mông Cổ

Đàn gồm một cần bằng gỗ dài khoảng 120 cm,một đầu cắm xuyên qua còn gọi là thùng đàn: bằng gỗ, hình thang cân. 
Đáy lớn nằm phía dưới, rộng khoảng 24–36 cm, đáy nhỏ nằm phía trên rộng khoảng 14–26 cm. Cạnh 2 bên khoảng 31–40 cm. Thành đàn làm bằng gỗ thông, dày khoảng 8–10 cm. Mặt đàn bằng gỗ cẩm lai, mặt sau từ gỗ tùng. Hai dây đàn bằng dây cước loại dày hoặc bằng dây thép dày. Trên cần đàn có chạm khắc hình đầu con ngựa. Cung vĩ của mã đầu cầm là cung vĩ rời, dây kéo làm bằng lông đuôi ngựa dài khoảng 72 cm. Trên cần có 2 trục điều chỉnh, bên trái là âm trầm còn bên phải là âm cao. Đàn có lỗ F tương tự violin hay cello ở 2 bên mặt đàn. Ngựa đàn là một bộ phận hoàn toàn tác biệt với hộp đàn của mã đầu cầm, bộ phận này giúp nâng đỡ và chịu lựa căng của các dây đàn. Và ngựa đàn chỉ liên kết với hộp đàn khi chịu lực  từ dây đàn tác động lên mặt của hộp đàn. Ngoài nhiệm vụ trên, ngựa đàn còn hoạt động như một chiếc cầu để chuyển tiếp âm thanh từ dây đàn xuống hộp đàn. Chính vì vậy mà chất liệu, độ bền và vị trí của ngựa đàn mã đầu cầm cũng sẽ tác động đến chất lượng âm thanh của mã đầu cầm.

## Âm vực và tần âm
Trong đời sống của người Mông Cổ, tiếng hát tiếng đàn ngân vang cả chốn thảo nguyên rộng lớn. Tiếng vó ngựa làm đệm cho tiếng đàn mã đầu cầm trải dài bất tận. Đàn cất lên như một giọng ca ai oán não nùng, tiếng đàn như khóc than, nỗi buồn với nuối tiếc khôn nguôi. Âm vực mã đầu cầm trầm hơn các loại vĩ cầm phương Tây hay các loại đàn có dùng vĩ kéo của Trung Quốc, ngang với cello. Người Mông Cổ dùng mã đầu cầm để độc tấu, hát (thường là hát giọng từ cổ họng) hay đôi khi nó cũng dùng cho hoà tấu. Ban nhạc Hàng Cái đã từng sử dụng nhạc cụ này trong chương trình Sing my song năm 2015; nổi bật với phong cách âm nhạc pha trộn giữa âm hưởng dân ca của dân tộc Mông Cổ và những phong cách hiện đại hơn như punk rock.

## Cách chơi đàn

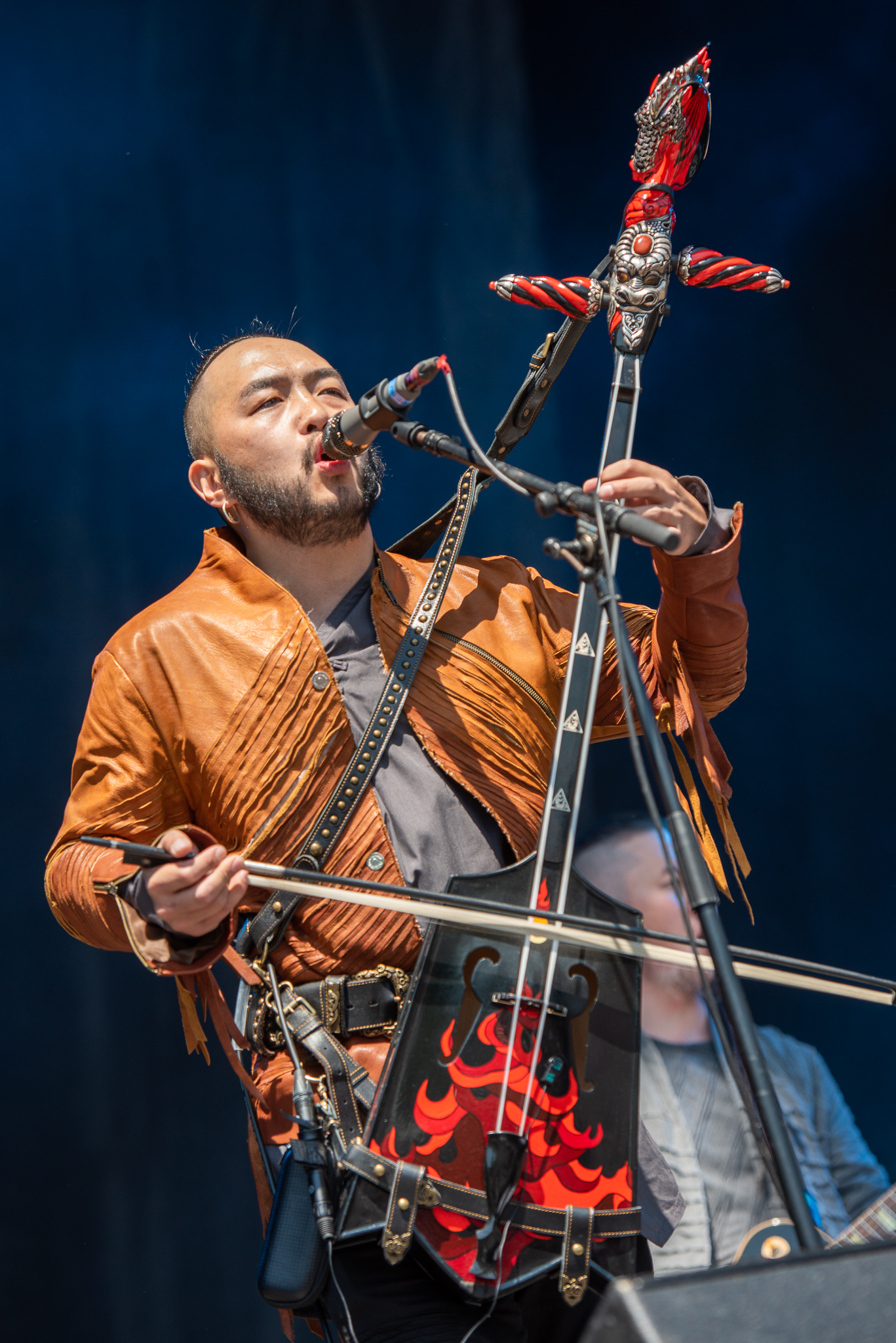
Một ca sĩ Mông Cổ hát và chơi mã đầu cầm

Mã đầu cầm được đặt giữa hai đùi để kéo. Phong cách hiện đại với mã đầu cầm được chơi với các vị trí ngón tay gần như tự nhiên. Điều đó có nghĩa là, khoảng cách giữa hai ngón tay thường tạo ra khoảng cách của một nửa âm ở phần dưới của nhạc cụ. Trên giai điệu F / B♭, ngón trỏ chạm vào dây thấp (F) G, ngón giữa chạm G♯, ngón đeo nhẫn chạm vào A, ngón út B. Các vị trí giống hệt nhau nằm trên các dây cao - C, C♯, D, D♯. Ngón út các chuỗi B♭ dưới dây F, trong khi tất cả các ngón khác chạm vào dây từ trên xuống.
Các giai điệu thường được phát từ F đến F 'trên dây F, sau đó người chơi chuyển sang dây B♭ và tiếp tục với G, A, B♭. Có 3 vị trí tay trên dây F và 2 vị trí trên dây B♭ mà nhạc công cần nhớ. Ý tưởng là không di chuyển cung vĩ quá nhiều, chất lượng âm thanh được cải thiện. Vị trí cầm cung vĩ thứ 2 trên dây B♭ được sử dụng để chơi C, D, E, sau đó di chuyển một chút để đánh F 'bằng ngón tay út, sau đó không di chuyển vị trí G có thể đạt được bằng ngón tay thứ nhất. Cũng có thể chạm vào dây B♭ bằng ngón tay cái để lấy C và sử dụng ngón đeo nhẫn dưới dây F để đạt được D♯. Trên các dây F chỉ sử dụng sóng hài đầu tiên, do đó thang đo dao động từ F đến F '. Trên các daay B, có sẵn một số sóng hài: B♭ ', F ", B", cũng thường có những người chơi đi cùng F' trên dây F với một âm bội F "tại vị trí F 'trên dây B♭.
Một số phần của kỹ thuật kéo vĩ là duy nhất - ngón út và ngón đeo nhẫn của bàn tay phải thường chạm vào tóc nơ, được sử dụng để thiết lập các điểm nhấn. Hai ngón còn lại duy trì một áp lực nhẹ lên dây. Một kỹ thuật phổ biến với các nhạc cụ dây khác là "Kist". Khi hướng mũi thay đổi, tay phải di chuyển trước một chút sang hướng ngược lại để tránh những âm thanh khó nghe và để có được giọng nói tốt hơn. Khi đẩy cung, bàn tay khép lại một chút theo hướng nắm tay, khi kéo nó, bàn tay mở ra - gần một góc vuông giữa cánh tay và các ngón tay. Vì biến thể thường được sử dụng "accent" và "vibrato". Các kỹ thuật khác như "Col legno", "Pizzicato" hay "Martellato" thường không được sử dụng trên mã đầu cầm.
Do giai điệu chuẩn của nó đối với Bb và F, phần lớn âm nhạc phương Tây được chuyển sang chơi ở một trong bốn thang âm phổ biến nhất: F Major, F junior, B ♭ Major, E ♭ Major. Khi được sử dụng như một nhạc cụ độc tấu, Morin Huur thường được điều chỉnh một nửa âm cao hơn hoặc thấp hơn. Gần như tất cả các bản nhạc theo phong cách Mông Cổ đều thuộc F nhỏ, và thường thì nhạc cụ được điều chỉnh 1-2 nốt thấp hơn để đến gần hơn với các giai điệu được sử dụng trong quá khứ sâu thẳm. Các nhạc cụ trong thời kỳ tiền xã hội chủ nghĩa của Mông Cổ thường được phủ bằng da, phần lớn không cho phép giai điệu Bb và F - thường được điều chỉnh sâu hơn 2-4 nốt. Trên mã đầu cầm đương đại, dây trầm được đặt ở phía bên phải và dây cao được đặt ở phía bên trái, nhìn từ phía trước của nhạc cụ. Igil có vị trí của các chuỗi đối diện nhau, vì vậy một người chơi phải điều chỉnh để chơi các đoạn được làm cho người khác. Đối với giảng dạy đương đại, phong cách hiện đại được sử dụng.